# Districts du Costa Rica

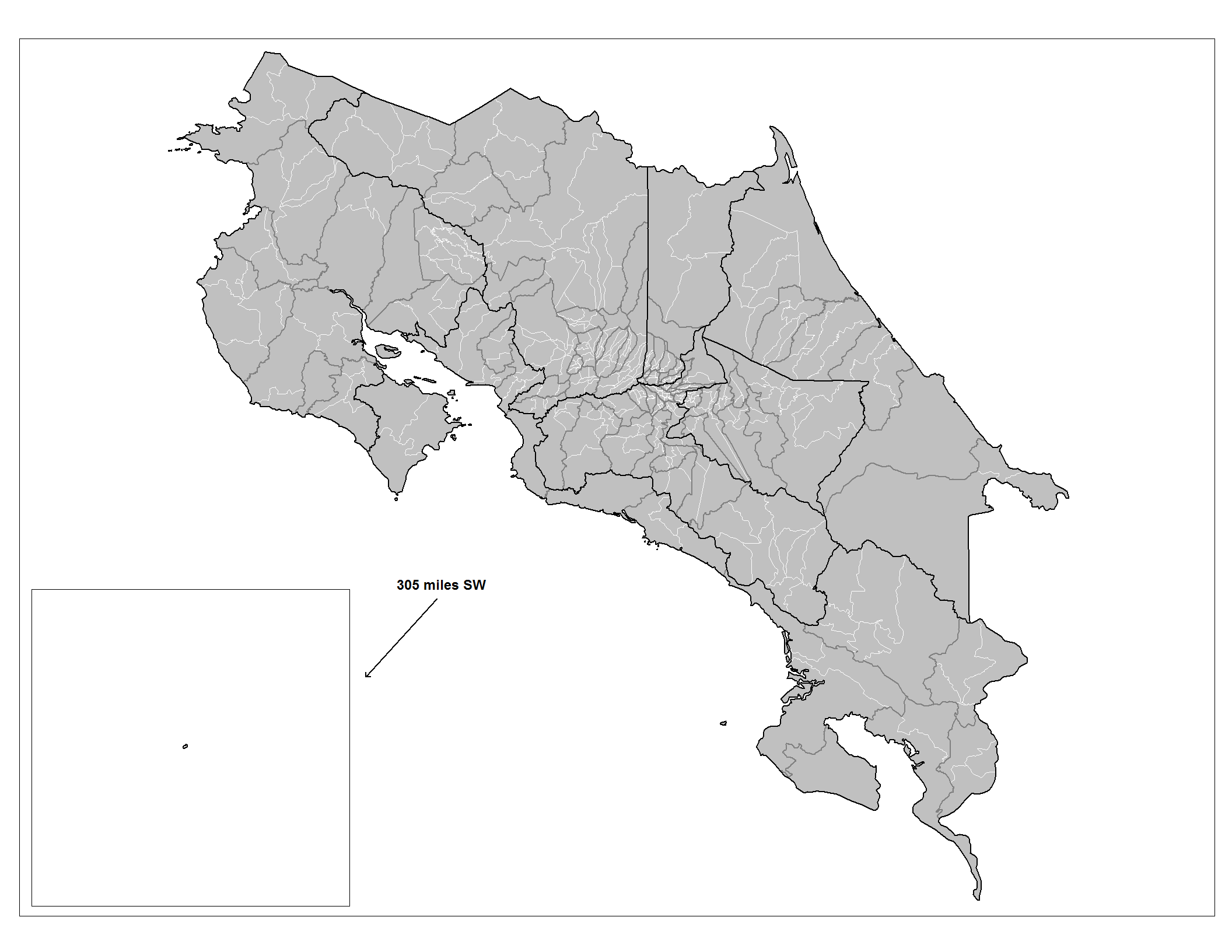
Carte des districts du Costa Rica

Les districts du Costa Rica sont le troisième et le plus petit échelon administratif du Costa Rica. Ils sont au nombre total de 488 en 2020. 
Les districts ne correspondent pas réellement aux communes telles qu'on les trouve dans d'autres pays puisque la structure municipale se situe au niveau des cantons, divisés en plusieurs districts. Les districts sont créés par les conseils municipaux.